# Infantka (powieść)

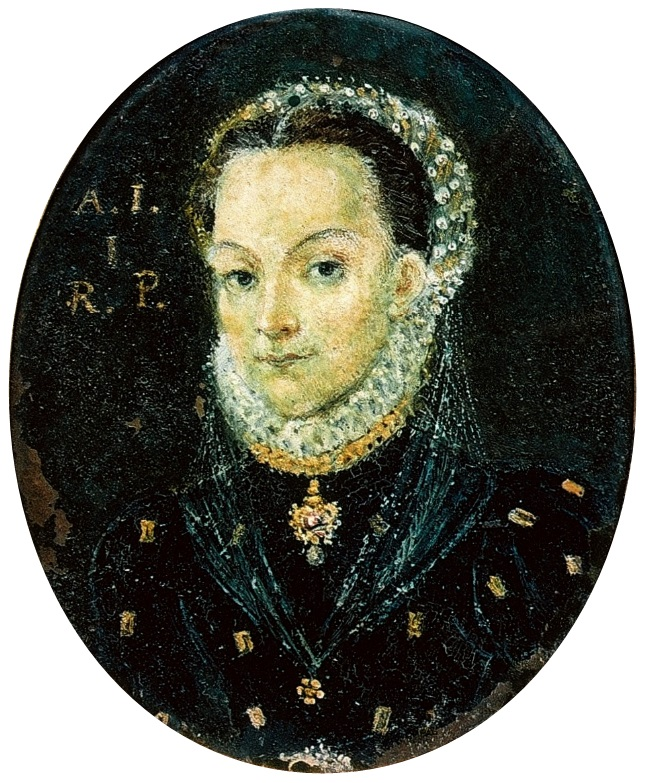
Anna Jagiellonka (anonimowa miniatura, ok. 1576): … ludziska ją znajdowali wcale jeszcze przystojną i hożą, nie tak starą, jak jej lata mówiły (s. 303)

Infantka. Powieść historyczna (Anna Jagiellonka) – powieść historyczna Józefa Ignacego Kraszewskiego z 1884 roku, należąca do cyklu Dzieje Polski.
Utwór dedykowany poecie i patriocie Teofilowi Lenartowiczowi, i pisany zapewne już w więzieniu, ukończony został w marcu 1884. Po raz pierwszy i jedyny za życia pisarza opublikowany w 3 tomach w Krakowie w tym samym roku. Po śmierci autora powieść miała jeszcze 6 wydań do wybuchu II wojny światowej; jej przekładów na języki obce nie odnotowano.

## Treść
Tło wydarzeń stanowi przedśmiertny okres życia Zygmunta Augusta i następującego po nim bezkrólewia oraz krótkotrwałych rządów Henryka Walezjusza, aż do chwili jego ucieczki w Polski. Akcja powieści skupia się wokół osoby Anny Jagiellonki, jego siostry i córki Zygmunta Starego i Bony Sforzy. Wskutek dworskich intryg skonfliktowana z bratem i odsunięta na margines życia na królewskim dworze, znosząca niezasłużone upokorzenia, staje się zgorzkniała i zrezygnowana. Dopiero po śmierci Zygmunta Augusta zyskuje nadzieje związane z elekcją nowego monarchy, która zgodnie z prawną tradycją ma również dać jej męża. Jej pobudzona aktywność wywołuje jednak obawy wszechwładnych senatorów o niepożądane usamodzielnienie się infantki i jej konkurencyjny udział w złożonej grze politycznej. Posądzana przez nich o spiskowanie z obcymi dworami w sprawie elekcji, a także o kontakty z Litwinami dążącymi do zerwania wymuszonej unii z Koroną, królewna podejmuje z nimi nierówną walkę o zachowanie swych dynastycznych praw i ocalenie własnej godności. Zmuszona odpierać nieustanne próby ograniczenia jej swobody i odseparowania jej od istotnych spraw państwa, wciąż znosząc przy tym poniżające niedostatki materialne, ostatecznie odnosi sukces narzucając uznanie swej dynastycznej pozycji.
W rozgrywkach stronnictw politycznych infantka dyskretnie sprzyja kandydaturze francuskiego księcia Henryka Walezjusza, dostrzegając dla kraju (i samej siebie) pomyślne perspektywy po  jego wyborze i pospiesznej koronacji prawem iure uxoris. Znacznie młodszy od niej król, z początku pogardliwie uprzedzony, a później zdecydowanie niechętny Polsce i Polakom, ma jednak inne plany związane z koroną, a jego swobodne obyczaje i beztroska działalność z wolna rozczarowują infantkę i wkrótce zrażają do niego ogół Polaków.         
W równolegle przebiegającym pobocznym wątku powieści główną postacią jest zaufany dworzanin Jagiellonki – Litwin Talwosz. Jego oddanym staraniom na rzecz infantki towarzyszą pozbawione nadziei zabiegi miłosne wobec pięknej dwórki królowej – Doroty (Dosi) Zagłobianki, która ostatecznie zawodzi zaufanie jego i swej pani.
Późniejsze losy Anny Jagiellonki Kraszewski przedstawił epizodycznie w powieściach Banita i Bajbuza.